# Gobius strictus
Gobius strictus is een straalvinnige vissensoort uit de familie van grondels (Gobiidae). De wetenschappelijke naam van de soort is voor het eerst geldig gepubliceerd in 1907 door Fage.
De soort staat op de Rode Lijst van de IUCN als Onzeker, beoordelingsjaar 2007.